# ブタがいた教室
『ブタがいた教室』（ブタがいたきょうしつ）は、黒田恭史の書籍『豚のPちゃんと32人の小学生 命の授業900日』（ミネルヴァ書房 2003年）を原案とした、2008年11月1日公開の日本映画。本項では、映画版について記述する。
キャッチコピーは『――命の長さは、誰が決めるの?』。

## 概要
1990年7月から1993年3月の2年半にわたり新任教師の黒田恭史が、大阪府北部山間僻地に出来たニュータウン「北大阪ネオポリス」の造成によりサラリーマン世帯が増加したことをきっかけに、大阪・豊能町立東能勢小学校で実際に900日間にかけて行った授業を基にしている。1993年7月12日にはフジテレビ系の『今夜は好奇心!』の中で放送され、賛否両論を巻き起こした。黒田本人は学生時代に読んだ鳥山敏子の著書「いのちに触れる」を参考に行っている。
映画化により実際とは若干の変更もあり、舞台を大阪の山間部（北大阪ネオポリスなど遠隔郊外住宅地を含むエリア）から東京の市街地部に移したり、児童数も32人から26人に減らしたり、900日を1年にしたりした。また、映画では子供たちだけでブタを飼っていることになってはいるが、実際には、子供たちは廃品回収で小屋代を稼いだり家庭科で豚肉料理を作ったり、余ったパンの耳をもらったり、小遣いをカンパしてもらったりなど保護者をはじめ多くの大人も協力的であった。本作ではディベートが中心となっているためこれらのことは省略されている。
劇中の子供たちのディベートのシーンでは、子役たちは与えられたセリフではなく自分で考えた言葉で話している。台本にはスタッフ・大人の俳優が使う大人用と子役が使う子供用の2種類が用意され、大人用には結末までが書かれているが、子供用にはセリフも結末も何も書かれていない白紙のものしか用意されておらず、監督である前田哲によると、子供たちには演技ではなく素直な気持ちでありのままの姿で議論して自分たちで答えを見つけてほしいとの思いから台本を配らなかったとのこと。実際に子どもたちは撮影前に、食肉センターや養豚場を見学したりして、オーディションから180日間、ブタを飼育したりした。このため、スタッフや大人の俳優は注意しながら演技をしていたとのこと。
第21回東京国際映画祭「コンペティション部門 審査員賞」を獲得。
原案である『豚のPちゃんと32人の小学生 命の授業900日』の記述によれば、ブタの「Pちゃん」という名前は児童の一人がテレビアニメに登場するブタのキャラクターの名前から命名したという。

## ストーリー
4月、6年2組の新任教師の星はこどもたちに「先生はこのブタを育てて、最後にはみんなで食べようと思います。」と提案。6年2組は騒然となる。ブタにPちゃんと名づけ、校庭に小屋をつくり、交代しながらえさやりから掃除、糞尿の始末まで生まれて初めての作業に戸惑う子どもたちであったが、やがてPちゃんに家畜としてではなくペットとしての愛着を抱くようになっていた。卒業の時は迫り、星はPちゃんをどうするかみんなで話し合って決めてほしいと提案。クラスの意見は「食べる」「食べない」に二分されてしまう。
様々な議論が行われ、多数決の結果、「食用センターへ送る」「３年生に引き継ぐ」の票数が真っ二つに割れるが、星が「Pちゃんを食用センター送りにする」という独断をし、Pちゃんは食用センターへ送られることになった。

## 登場人物
- 星先生 - 妻夫木聡
- 池沢先生 - 田畑智子
- 小鷲先生 - 池田成志
- 仁科教頭先生 - 大杉漣
- 高原校長先生 - 原田美枝子

- 音楽教師 - 清水ゆみ
- 伸哉の父 - ピエール瀧
- 雄馬の父 - 近藤良平
- 菜野花の母 - 大沢逸美
- 力也の父 - 樋渡真司
- 甘利花の母 - 戸田菜穂

### 6年2組
- 甘利花 - 甘利はるな
- 圭太 - 東圭太
- 飯島彩由佳 - 池田彩由佳
- 千也 - 石井千也
- すみれ - 石川すみれ
- 奈月 - 伊藤奈月
- 榎木伸哉 - 鵜木伸哉
- 結衣 - 大和田結衣
- 太田雄馬 - 大倉裕真

- 美月 - 小川美月
- 駿斗 - 岡駿斗
- 岡本れいな - 柚りし菓
- 博紀 - 緒方博紀
- 海音 - 金子海音
- 柿澤司 - 柿澤司
- みのり - 斉藤みのり
- 樹生弥 - 影山樹生弥
- 麻衣羅 - 櫻木麻衣羅

- 樺澤力也 - 樺澤力也
- あずき - 桜あずき
- 拓実 - 北村匠海
- 奈々 - 新川奈々
- 英永 - 寺田英永
- 名波ルナ - 夏居瑠奈
- 流架 - 向江流架
- 松原菜野花 - 松原菜野花

### 3年1組
- 荒川湧太
- 宇佐美魁人
- 大橋悠人
- 兼平束玖
- 春原大地
- 月吉智哉

- 飛田光里
- 水野倫太郎
- 伊早地夏音
- 内野亜彩
- 小野あかり
- 佐藤彩

- 高橋遥
- 中尾瑠美
- 中村絵梨香
- 奈良木未羽
- 服部咲華
- 林絢香

### その他
- 北山雅康
- 伴美奈子
- 真下有紀
- 玄覺悠子
- 石村みか
- はやしだみき
- 真日龍子
- 澤田育子
- 建部和美
- 児玉貴志
- 井上マー
- 小田切佳三
- 蜂谷良一
- 川原一志
- 麻生海太
- くわばたりえ
- エキストラ協力：香取市立府馬小学校 児童・職員のみなさん

## スタッフ
- 監督：前田哲
- 原案：黒田恭史
- 脚本：小林弘利
- 撮影：葛西誉仁
- 音楽：吉岡聖治
- 美術：磯見俊裕
- 編集：高橋幸一
- 録音：小野寺修
- 音響効果：小島彩（カモメファン）
- 助監督：橋本光二郎
- 照明：守利賢一
- VE：柳慎二
- Pちゃんキャラクター原案：仲田まりこ
- アニメーション：諸星勲
- 養豚協力：埼玉種畜牧場、茨城県畜産センター、カワバタ産業、蜂谷畜産、川原鳥獣貿易
- ロケ協力：東京都北区、北区教育委員会、赤羽台団地、香取市教育委員会　ほか
- 現像・キネコ：IMAGICA
- 特別協力：グリーンハウス
- 企画協力：西谷清治
- 製作者：佐藤直樹
- エグゼクティブプロデューサー：馬場清
- プロデューサー：椋樹弘尚、田中正、廣瀬和宏、小川勝広
- 共同プロデューサー：鈴木俊明
- 製作委員会メンバー：日活、関西テレビ放送、読売新聞、Yahoo! JAPAN
- 製作プロダクション：日活撮影所、ジャンゴフィルム
- 配給：日活

## 主題歌・劇中歌
主題歌
- 「花のように 星のように」
  - 作詞・作曲・歌：トータス松本

劇中歌
- 「Prayer」
  - 作詞：前田哲　英詞：Lynne Hobdny　作曲：吉岡聖治　歌：清水ゆみ
- フランス民謡「クラリネットをこわしちゃった」
  - 訳詞：石井好子
- 「Smile Again」
  - 作詞・作曲：中山真理

## テレビ放送
| 回 | テレビ局   | 番組名放送       | 年月日        | 放送時間（JST） | 備考  |
| -- | ---------- | ---------------- | ------------- | --------------- | ----- |
| 1  | 日本テレビ | 金曜ロードショー | 2011年6月17日 | 21:00 - 22:54   | [ 2 ] |